# 保羅·保殊
保羅·保殊（Pau Bosch Hueso，1988年3月30日－），生於西班牙豐達雷利亞，西班牙職業足球員，司職中堅，現時效力西班牙足球乙二級聯賽球隊阿爾科亞諾。

## 球員生涯
2011年，保殊加盟西乙二球隊利達體育會。2016年7月12日，保殊加盟香港超級聯賽球隊傑志。2016年8月2日，韓國季前熱身賽，傑志以1–2不敵韓國第三級聯賽球隊始興市，主教練朱志光特別提保殊這位新援，指保殊在比賽中的用球能力很好，非常適合傑志踢法。
2016年9月16日，在旺角大球場舉行的2016香港賽馬會社區盃，由東方龍獅迎戰傑志，首度在正式比賽落場的保殊正選上陣，49分鐘，傑志由新兵保殊接應角球頂成1–1，也取得他加盟傑志後的首個入球。最終季後賽冠軍傑志以1–3不敵東方龍獅，連續3年失落此項季前盃賽。2016年12月，保殊與傑志解約並離開香港，加盟西班牙球隊阿爾科亞諾。

## 外部連結
- 香港足球總會球員註冊資料 （页面存档备份，存于）
- Transfermarkt （页面存档备份，存于）
- Soccerway （页面存档备份，存于）